# Usługa powszechna
Usługa powszechna – zestaw usług telekomunikacyjnych, jakie powinny być dostępne dla wszystkich użytkowników końcowych stacjonarnych publicznych sieci telefonicznych na terytorium danego kraju, z zachowaniem wymaganej jakości i po przystępnej cenie.

Fundamentalnym wymogiem usługi powszechnej jest zapewnienie użytkownikom, na życzenie, podłączenia do publicznej sieci telefonicznej w oznaczonym miejscu, po przystępnej cenie.

## Podstawa prawna
Regulacje prawne dotyczące wdrożenia usługi powszechnej na terenie Unii Europejskiej zawarte są w dyrektywie Parlamentu Europejskiego i Rady 2002/22/WE z dnia 7 marca 2002 r. w sprawie usługi powszechnej i praw użytkowników odnoszących się do sieci i usług łączności elektronicznej, znowelizowanej dyrektywą 2009/136/WE. Warunki świadczenia usługi powszechnej na terytorium Rzeczypospolitej Polskiej określa ustawa z dnia 12 lipca 2024 r. Prawo komunikacji elektronicznej (w latach 2004-2024 ustawa z dnia 16 lipca 2004 r. Prawo telekomunikacyjne).

## Kto świadczy usługę powszechną
Usługę powszechną świadczy przedsiębiorca telekomunikacyjny wyznaczony do świadczenia usługi powszechnej albo poszczególnych usług wchodzących w jej skład.
Do zapewnienia usługi powszechnej na obszarze całej Polski w okresie od 8 maja 2006 r. do dnia 8 maja 2011 r. Prezes UKE wyznaczył Telekomunikację Polską S.A.
Przedsiębiorcy wyznaczonemu przysługuje dopłata do kosztów świadczonej przez niego usługi powszechnej w przypadku jej nierentowności. Dopłatę ustala Prezes UKE w wysokości tzw. kosztu netto świadczenia usługi powszechnej, który dotyczy kosztów, których przedsiębiorca wyznaczony nie poniósłby, gdyby nie miał obowiązku świadczenia usługi powszechnej. Kalkulacja kosztu netto powinna uwzględniać koszty bezpośrednio związane ze świadczeniem usługi powszechnej, przychody ze świadczenia usługi powszechnej i korzyści pośrednie związane ze świadczeniem usługi powszechnej. Prezes UKE odmawia przyznania dopłaty, jeżeli stwierdzi, że zweryfikowany koszt netto nie stanowi uzasadnionego obciążenia przedsiębiorcy wyznaczonego. Do udziału w pokryciu dopłaty są obowiązani inni przedsiębiorcy telekomunikacyjni, których roczny przychód z działalności telekomunikacyjnej przekracza 4 miliony złotych.

## Z czego składa się usługa powszechna
- usługa adekwatnego szerokopasmowego dostępu do internetu
- usługa komunikacji głosowej, świadczone z wykorzystaniem dowolnej technologii, w ruchomej publicznej sieci telekomunikacyjnej lub stacjonarnej publicznej sieci telekomunikacyjnej, z zachowaniem dobrej jakości i po przystępnej cenie, dostępne w stałej lokalizacji na terytorium Rzeczypospolitej Polskiej

## Cena
Przedsiębiorca świadczący usługę powszechną ustala cenę usługi lub poszczególnych usług wchodzących w jej skład, w taki sposób, aby uwzględniała ona możliwości finansowe użytkowników końcowych. Powinna ona zadowalać także potrzeby konsumentów poprzez różne oferty pakietów cenowych oraz sposoby korzystania z usług. Przedsiębiorca świadczący usługę powinien zwrócić szczególną uwagę na użytkowników będących osobami niepełnosprawnymi.